# ОШ „Алекса Шантић” Угљевик
ОШ „Алекса Шантић” је једна од основна школа у општини Угљевик. Налази се у Улици Ћирила и Методија 44 у Угљевику. Име је добила по Алекси Шантићу, српском песнику и академику, родом из Мостара гдје је провео већину живота и пјесничког стваралаштва.

## Историјат
Основна школа „Алекса Шантић“ из Угљевика има веома богату и дугу традицију. Почела је са радом крајем деветнаестог вијека, тачније 1892. године у Угљевик Селу. О раду школе у овом периоду нема пуно података, али се зна да је у њој школске 1902/1903. године радио Митар Трифуновић Учо, познати народни трибун и учесник Другог свјетског рата. Отварањем рудника ниче ново насеље Угљевик – Колона и у њему нова Народна основна школа. То је било 1923. године. Ова школа радила је до почетка Другог свјетског рата када је овај објекат и сва +документација изгорјели у потпуности. Школа је обновљена тек 1951. године, а од 1957. године почиње њена трансформација из четвороразредне у осмогодишњу, тако да школске 1960/1961. излази прва генерација ученика са завршених осам разреда. Школа у Угљевику – Колони радила је до 1986. године када је због потреба Рудника и термоелектране Угљевик пресељена у новоформирано насеље – Нови Угљевик. Једини прекид у раду имала је у току Другог свјетског рата од 1941. до 1945. године. У својој дугогодишњој историји школа је имала више назива: од 1923. до 1961. године звала се „Народна основна школа“, од 1961. до 1993. године носила је име Вељка Лукића Курјака, народног хероја из овог краја, од 1993. године носи име великог српског пјесника Алексе Шантића. За успјешан рад и постигнуте резултата школа је добијала значајна признања:
- Јунска награда Општине Угљевик – 1978. године,
- Повеља Општине Угљевик – 2007. године,
- Вукова повеља – на седмом  Вуковом педагошком сабору у Тршићу 2009. године.[2]